# Isiro
Isiro a Kongói Demokratikus Köztársaság Orientale tartományának egyik legnagyobb városa. Az Orientale tartományt a 2009. február 18-án életbe lépő új alkotmány négy újabb tartományra osztja. Ezeknek egyike a Felső-Uele tartomány, melynek fővárosa Isiro. A város az esőerdők és a szavannák határán kekszik, fő terméke a kávé. Lakossága 2004-ben 147 000 volt. Nemzeti nyelve a lingala, emellett a szuahélit is sokat beszélik.

## Története
Isiro korábbi neve a belga gyarmati időkben Paulis volt (Albert Paulisról elnevezve). A várost 1934-ben alapították és 1957-re virágzó várossá vált.

## Jelentősége
1998-ban Isiro az újonnan alapított, dominikánusok által vezetett Uelei Egyetem (Université d'Uélé) helyszíne lett. Az Orientale tartományban Kisangani és Bunia után ez a harmadik egyetemi város.
A város Felső-Uele székhelye, a korábbi székhely Bambili után. Hat körzetre oszlik, ezek: Dungu, Faradje, Niangara, Rungu, Wamba és Watsa.
Isironak saját repülőtere van, a Matari Airport (IATA: IRP, ICAO: FZJH). A repülőtér összeköttetést teremt a fővárossal Kinshasával. A várost a Kongó partján fekvő Bumba kikötővel összekötő keskeny nyomsávú vasút pillanatnyilag nem üzemel. A várost Ugandával és Szudánnal összekötő földutak az esős évszakban járhatatlanokká válhatnak.